# 初木神社
初木神社（はつきじんじゃ）は、静岡県熱海市初島にある神社。
伊豆山神社の境外社であり、御朱印は初島港の待合施設「シマテラス初島」で得ることができる。

## 概要
南北朝時代の1351年（観応2年）に改築したとする棟札があり、それに基づいて1351年を創建年とする場合もあるが、かつて代々初木神社の神主も兼ねていた網代の阿治古神社の高杉家には、鎌倉時代と推定される初木神社の御正体（懸仏）が遺されているため、創建は鎌倉時代以前と考えられる。さらに社殿の下には、古墳時代の磐座も確認されており、古くからの祭祀の場であったことが窺える。
祭神である初木姫は、難破船で初島に漂着した後、伊豆山の伊豆山彦という男神と結ばれ（逢初橋）、さらに日金山の大杉から生まれた、伊豆山権現の氏子の祖とされる日精・月精（結明神(むすぶみょうじん)社の祭神）の育て親となるといった伝説のある神であり、その伊豆山との神話上の結びつきの強さから、現在、初木神社は、伊豆山神社の境外社となっており、その神事は伊豆山神社の神主が行なっている。
また、初木神社は、来宮神社、多賀神社、下多賀神社、阿治古神社と共に、熱海市内で「鹿島踊り」の伝統を継承する5つの神社の内の1つでもあり、7月17日〜18日の例大祭で披露される。

## 祭神
- 初木姫命

## 文化財
- 初木神社 鹿島踊り（市指定無形民俗文化財）

## 祭事
- 例大祭（7月17日〜18日） - 宵宮祭と本祭。

## アクセス
熱海港から船で約30分。初島港から西方へ徒歩1分。